# 津川絵理子
津川 絵理子（つがわ えりこ、1968年7月30日 - ）は、日本の俳人。兵庫県出身、神戸市在住。

## 人物・来歴
明石市生まれ。関西学院大学社会学部卒業。1991年、「南風」入会、鷲谷七菜子、山上樹実雄に師事する。2006年、第一句集『和音』刊行。2007年、『和音』により第30回俳人協会新人賞、作品「春の猫」50句により第53回角川俳句賞受賞。第一句集上梓後に結婚。2012年、第二句集『はじまりの樹』を刊行。2013年、『はじまりの樹』により第4回田中裕明賞、第1回星野立子賞を受賞。「南風」副代表を経て、2014年から2019年まで「南風」主宰（村上鞆彦と共宰）。第61回俳人協会賞受賞。俳人協会会員。

## 作風
「サルビアや砂にしたたる午後の影」など、みずみずしい感性による有季定型の句で評価される。

## 著書
- 『和音』（文学の森、2006年）ISBN 978-4861734069
- 『はじまりの樹』（ふらんす堂、2012年）ISBN 978-4781404882
- 『津川絵理子作品集Ⅰ』（ふらんす堂文庫、2013年）ISBN 978-4781405889
- 『夜の水平線』（ふらんす堂、2020年）ISBN 978-4781413198